# Heinrich Kockelke
Heinrich Kockelke (Taufname: Heinrich Friedrích Wilhelm, * 19. Oktober 1856 in Schwerte; † 24. Oktober 1934 in Schwelm) war evangelischer Geistlicher und Präses der Westfälischen Provinzialsynode der Evangelischen Kirche in Westfalen.

## Leben
Heinrich Kockelke wurde als Sohn des Landwirts Kaspar Kockelke und seiner Gattin Henriette Schulte geboren. Am 6. Oktober 1885 schloss er die Ehe mit Julie Emile Petermann (1859–1931). Aus der Ehe gingen vier Kinder hervor, darunter Heinrich (* 18. März 1891, Jurist).
Nach dem Besuch des Gymnasiums Burgsteinfurt studierte Heinrich Kockelke an den Universitäten Tübingen, Berlin und Bonn Theologie. Seit 1879 gehörte er der Burschenschaft Alemannia Bonn an und wurde später auch Alter Herr der Burschenschaft Alemannia Münster. Nach dem ersten theologischen Examen folgte zunächst eine Beschäftigung im Rauhen Haus Hamburg (Einrichtung der Diakonie). Das zweite Examen wurde am 25. April 1882 in Münster absolviert. Im Oktober 1882 zunächst als Synodalvikar in Witten eingesetzt, folgte hier am 27. Oktober die Ordination. Es schloss sich im Oktober 1883 die Tätigkeit als Pfarrer in Tornow und Reppen an. Hier war er auch geistlicher Inspektor der Arbeiterkolonie Friedrichswille. Im Anschluss an diese Tätigkeit erhielt er 1887 die Stelle als dritter Pfarrer in Schwelm. Nachdem er 1901 zum zweiten Pfarrer ernannt worden war, wurde er 1914 erster Pfarrer dieser lutherischen Gemeinde. In den Jahren 1904 bis 1927 war Kockelke Superintendent des Kirchenkreises Schwelm. Seine Wahl zum Präses der Westfälischen Provinzialsynode fiel auf den 25. November 1914. In diesem Amt blieb er bis zur Versetzung in den Ruhestand am 1. November 1927.

## Sonstiges
Die zweijährige Arbeit im Rauhen Haus in Hamburg prägte ihn so sehr, dass er ein besonderes Herz für die Arbeit der Inneren Mission entwickelte. 1889 gründete er in Schwelm den Evangelischen Arbeiterverein. Er war Vorsitzender des Verbandes der Evangelischen Pfarrvereine in Deutschland.

## Ehrung
Am 31. Oktober 1917 Verleihung der theologischen Ehrendoktorwürde durch die Universität Münster.